# Sabine Ortlieb
Sabine Ortlieb is een Oostenrijkse waterskiester.

## Levensloop
Ortlieb werd tweemaal Europees kampioen in de Formule 1 en tweemaal in de Formule 2 van het waterski racing.
Haar zus Kathrin is ook actief in de sport. 

## Palmares
Formule 1
- 2006:  Europees kampioenschap
- 2008:  Europees kampioenschap
- 2016:  Europees kampioenschap
- 2018:  Europees kampioenschap

Formule 2
- 2012:  Europees kampioenschap
- 2014:  Europees kampioenschap